# NGC 5014
NGC 5014 (również PGC 45787 lub UGC 8271) – galaktyka spiralna (Sa), znajdująca się w gwiazdozbiorze Psów Gończych. Odkrył ją William Herschel 1 maja 1785 roku.